# Disparctia thomensis
Disparctia thomensis är en fjärilsart som beskrevs av James John Joicey och Talbot 1926. Disparctia thomensis ingår i släktet Disparctia och familjen björnspinnare. Inga underarter finns listade i Catalogue of Life.